# Місія білоруських військових медиків в Сирії
Місія білоруських військових медиків в Сирії — діяльність медичного загону спеціального призначення (МЗСП) 432-го Головного військового клінічного медичного центру Збройних Сил Республіки Білорусь з надання допомоги в ліквідації наслідків землетрусу 6 лютого 2023 року на території Сирії.
До Сирії вирушили сорок п'ять фахівців, серед яких терапевти, хірурги, неврологи, анестезіологи, інфекціоністи, окуліст, УЗД-фахівці, а також медичні сестри, водії, електрики, зв'язківці та кореспонденти. Багатьом з них вже доводилося працювати в різних, в тому числі екстремальних умовах. Більше половини персоналу раніше були в складі миротворчої місії ООН в Лівані. Група була оснащена військово-польовим госпіталем і вантажівками МАЗ.
14 лютого 2023 року військові медики вилетіли з аеропорту Мачулищі в Хмеймім, а звідти потрапили в Алеппо.
В середньому білоруський госпіталь приймав 200 осіб на добу. У день фахівці робили по 25-30 загальних аналізів крові. У денному стаціонарі вилікувані понад 70 пацієнтів. Всього допомогли понад 3 тисячам пацієнтів проведені близько 800 лабораторних досліджень. Сирійці зверталися до білоруських медиків з різними патологіями: недіагностованими переломами, наслідками застарілих травм, мінно-вибуховими травмами, кульовими та осколковими пораненнями.
Місія закінчилася через 30 день. Протягом 15-17 березня медики повернулися додому.
Це перше закордонне відрядження МЗСП, в яке підрозділ вирушив у повному складі. Білоруськими військовими місія відзначена як унікальна в історії медицини республіки, оскільки фахівці працювали в умовах не тільки природного лиха, а й військового конфлікту.